# Josef Hladký (filolog)
Josef Hladký (30. června 1931 – 5. ledna 2008) byl český anglista, docent v oboru dějiny anglické literatury a profesor anglického jazyka, pedagog, překladatel a děkan na FF MU.

## Kariéra
Studoval obor anglický a nizozemský jazyk, a když roku 1956 studia angličtiny zakončil, nemohl pokračovat působením na fakultě kvůli tehdejší komunistické politické garnituře, třebaže jeho školitel profesor Josef Vachek o to usiloval. Nástup na katedru mu byl konečně umožněn až v roce 1965. Do té doby pracoval Hladký mj. jako tlumočník a překladatel. Habilitoval v roce 1984 a roku 1997 byl jmenován profesorem. Post děkana zastával v letech 1990–1994. Hladký byl dlouholetý vedoucí Katedry anglistiky a amerikanistiky FF MU, kterou pomáhal v 90. letech budovat. Mezi jeho odborné zájmy patřila lexikologie a lexikografie a historický vývoj angličtiny. Byl členem Kruhu moderních filologů v Praze a České asociace anglistů.
Podle záznamů Archivu bezpečnostních složek byl od roku 1972 veden jako agent Státní bezpečnosti s krycím jménem „Honza“.

## Dílo
- Příspěvky k lingvistické charakteristice anglického jazyka (1980, habilitační práce)
- The Czech and the English Names of Mushrooms (1985; habilitační práce)
- Za Jessie Kocmanovou. Universitas, 1986, č. 2, s. 105–106.
- Zrádná slova v angličtině (1996)
- The History and the Present State of English Studies in the Czech Republic (2000)
- A GUIDE TO PRE-MODERN ENGLISH (2003)

Publikoval řadu dalších článků, sborníkových studií a byl např. spoluautorem slovníků.